# ریچارد بیزلی
ریچارد بیزلی (انگلیسی: Richard Beesly; ۲۷ ژوئیهٔ ۱۹۰۷ – ۲۸ مارس ۱۹۶۵) قایقران روئینگ اهل بریتانیا بود.